# 艾森埃爾茨
艾森埃爾茨(Eisenerz)是奧地利的城鎮，位於該國中部，距離林茲109公里，由施蒂利亞州負責管轄，面積124.52平方公里，海拔高度736米，2012年人口4,805，其中六成居民信奉羅馬天主教。